# Maria Augusta Feldman
Maria Augusta Feldman (Santo Amaro) é uma política brasileira.
Foi eleita deputada estadual do Rio Grande do Sul na 49ª legislatura.